# 青鶴站
青鶴站（韓語：청학역）是朝鮮民主主義人民共和國羅先特别市先鋒區域的一個鐵路車站，属于咸北线。

## 邻近车站
咸北线
鶴松站 - 青鶴站 - 四会站